# Округ Морхаус (Луизијана)
Морхаус (енгл. Morehouse Parish) је округ у америчкој савезној држави Луизијана.

## Демографија
По попису из 2010. године број становника је 27.979, што је 3.042 (-9,8%) становника мање него 2000. године.
| Група             | 2000.          | 2010.          |
| Белци             | 17.215 (55,5%) | 14.251 (50,9%) |
| Афроамериканци    | 13.451 (43,4%) | 13.133 (46,9%) |
| Азијати           | 57 (0,2%)      | 102 (0,4%)     |
| Хиспаноамериканци | 230 (0,7%)     | 255 (0,9%)     |
| Укупно            | 31.021         | 27.979         |